# Royalties Voor Iedereen

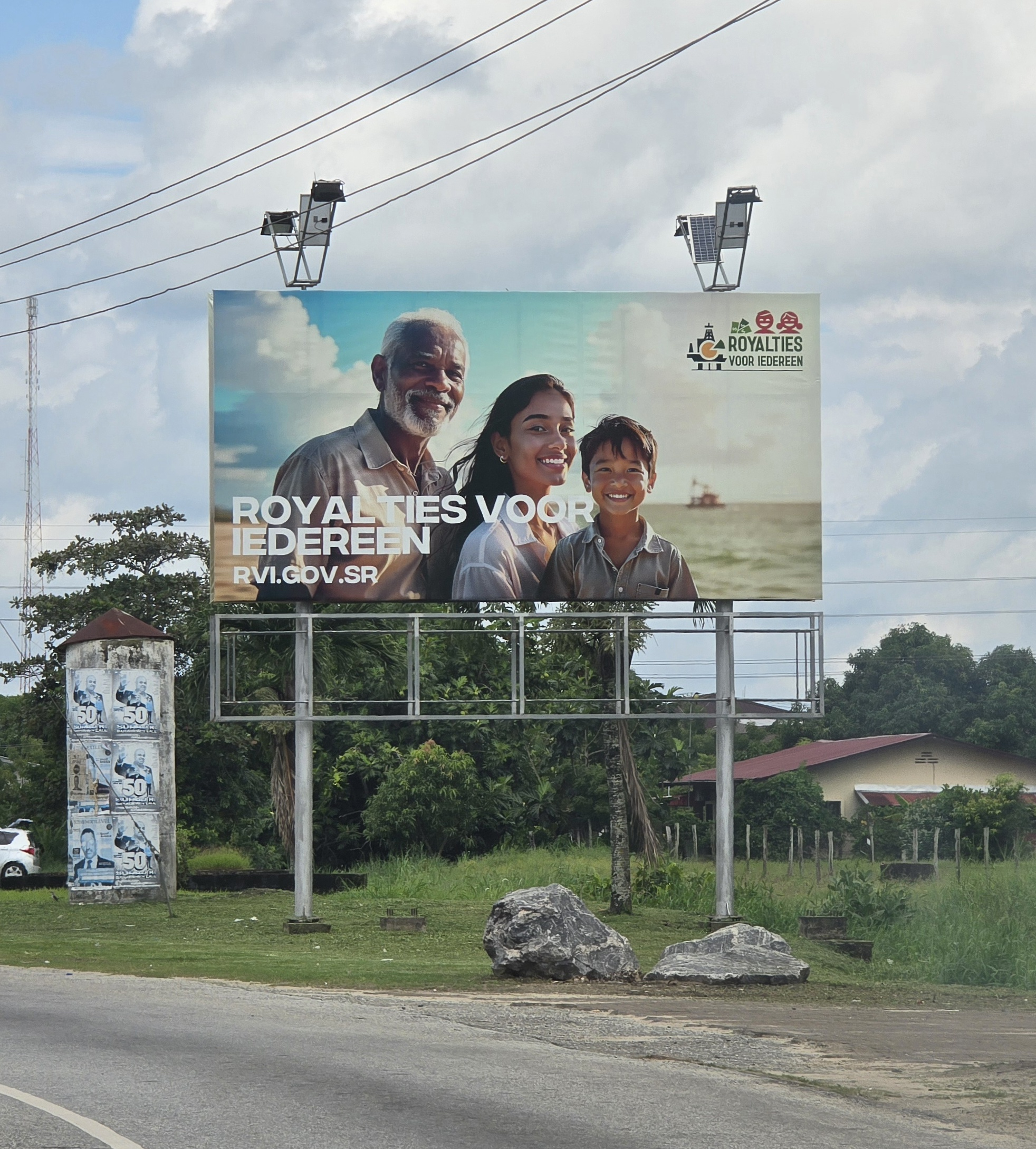
Billboard langs een weg in Suriname ter promotie van het overheidsprogramma "Royalties voor Iedereen"

Royalties Voor Iedereen (RVI) is een programma van de Surinaamse regering om alle Surinamers rechtstreeks te laten profiteren van de inkomsten uit de Surinaamse olie-industrie. President Chan Santokhi kondigde het plan aan in november 2024.
De RVI-rechten gelden voor Surinamers geboren vóór 1 januari 2025 en worden uitbetaald in de periode van 2025 tot 2028. Het gaat om een bedrag van 750 US$ per Surinamer en het bedrag wordt uitgekeerd in SRD. De eerste tranche wordt uitgekeerd aan personen vanaf 80 jaar. Het geld is afkomstig uit Blok 58 en wordt uitgekeerd zodra de overheid dit heeft ontvangen. Het bedrag van 700 US$ geldt voor mensen die het bedrag meteen opnemen. Wanneer het bedrag tien jaar blijft staan, wordt het maximale bedrag van € 1425 verkregen.
Royalties Voor Iedereen wordt formeel geregeld door het staatsbesluit RVI, waarvan het ontwerp eind april 2025 werd opgeleverd. Na de verdeling van de RVI's wil de regering de resterende middelen besteden aan maatschappelijke programma's, betreffende gezondheidszorg, onderwijs, huisvesting, economische ontwikkeling en de ondersteuning van kwetsbare groepen. De regering legt de toezicht en zorg voor transparantie neer bij een onafhankelijke commissie. Het gehele programma beslaat de periode van 2025 tot 2043.